# Wilkesville (Ohio)
Pour les articles homonymes, voir Wilkesville.
Wilkesville est un village américain situé dans le comté de Vinton, dans l'Ohio. Selon le recensement de 2010, sa population est de 149 habitants.